# ウィリアム・ヘンソン

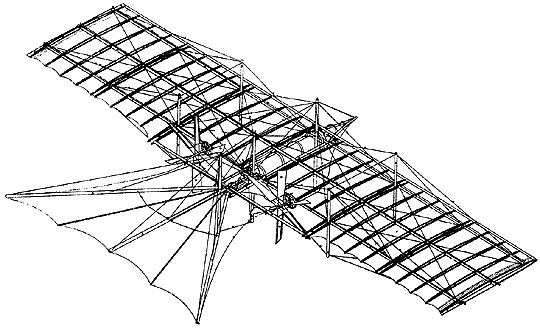
空中蒸気車の特許図

ウィリアム・サミュエル・ヘンソン（William Samuel Henson 、1812年5月3日 - 1888年3月22日）、通称「狂人」ヘンソン（"Mad-man" Henson ）、はイギリス生まれの発明家である（後半生はアメリカ合衆国に居住）。ライト兄弟以前の航空パイオニアの1人として知られる。彼が1840年代に構想した「空中蒸気車」は固定翼、推進力、降着装置、尾翼など後世の飛行機の特徴の大方を備えた先駆的なものであった（固定翼と動力を実地に組み合わせようとしたのはヘンソンが史上初である）が、その反面で技術的な現実性に欠け、また資金難という事情もあって実機は構想のみに留まった。

## 略歴
- 1812年5月3日 - イングランドにて出生
- 1832年 - 特許6354号をレース編みに関する発明で取得（父のウィリアム・ヘンソンによるものとの説あり）
- 1835年 - レース編みに関する特許取得
- 1841年、42年、43年 - 軽量蒸気機関（番号不明）および飛行機械（特許9478号）の特許取得[2]
- 1847年 - T型安全カミソリの特許取得
- 1849年 - アメリカ合衆国に移住
- 1850年 - 合衆国国勢調査によると、機械技師としてニュージャージー州ニューアークに在住
- 1870年 - 合衆国国勢調査によると、土木技師としてニュージャージー州ニューアークに在住
- 1871年 - 天文学書を出版
- 1888年 - ニュージャージ州ニューアークにおいて死亡

### 主な発明
ヘンソンは広範な分野において多数の特許を取得している。以下に主なものを挙げる。
- レース製装飾（Lace-making decoration ）、1835年
- 軽量蒸気機関（Lightweight steam engines ）、1841年
- 飛行機械（Flying machine ）、1843年
- 安全カミソリ（Safety razor ）、1847年

1847年の「安全カミソリ」はT字型の現代的なもので、「刃は取っ手に適度な角度で取り付けられ、ちょうど鍬のような格好に見える」のであった。キング・キャンプ・ジレットは1901年にヘンソンのT字カミソリと使い捨ての刃を組み合わせて現代的な安全カミソリを完成させた。
ヘンソンは1871年に天文学に関する小冊子の刊行も行なっている。これは太陽系の諸天体が冷たい塵とガスから形成されたと唱えるものであった。
ヘンソンは氷製造機、水質検査機、水槽清掃機なども発明している 。彼は後装式の大砲の設計をアメリカ海軍に持ち込んでいるが、非実用的という理由で却下された。

## 生涯

### 前半生
1812年5月3日にイングランドのノッティンガムで生まれた（1805年とする資料もあるが正しくない）。ヘンソンはレース編みの本場サマセット州チャードの定住者で、生業はレース編み職人であった。機械化の進む当時にあって、彼もレース編み機の特許を1835年に取得している。

### 「空中蒸気車」と「空中輸送会社」
1838年ごろ、ヘンソンは航空に興味を持ち始めた。1841年4月には軽量な蒸気機関を発明して特許を取った。1842年ごろには同業者にして友人のジョン・ストリングフェロー (John Stringfellow)とともに、旅客輸送用の、蒸気機関を動力とする大型単葉機を設計した。翼幅は150ft（約46m）で、彼はこれを「ヘンソンの空中蒸気車（空飛ぶ蒸気車）」（Henson Aerial Steam Carriage ）と名づけた（設計の詳細は後述）。彼は1843年にストリングフェロー、フレデリック・マリオット 、D・E・コロンバイン（D. E. Colombine ）と共に特許を取得し、飛行機械を建造する資金を集める目的で同年にイングランドで「空中輸送会社」（Aerial Transit Company ）を起業した。ヘンソンは自分で設計した縮小模型を作った。これは実験的な蒸気機関を動力としており、レール（guide wire）から離れて浮上もしくは跳躍した。1844年から1847年にかけて小型の模型と翼幅20ftの大型模型を飛ばそうと試みたが、成功には至らなかった。
空中交通会社は、大型模型での試みが失敗したために、空中蒸気車のフルサイズ版を作ることはなかった。ヘンソン、ストリングフェロー、マリオット、およびコロンバインは1848年ごろに会社を解散した。ヘンソンは飛行機の発明を諦め、1849年結婚してアメリカに移住した。ストリングフェローはその後も実験を続けた。

#### 広告
1843年、空中交通会社の広報担当者フレデリック・マリオットは、世人の興味を惹くよう、空中蒸気車がエジプトのピラミッドの上や、インド、ロンドンその他の場所を飛ぶ絵を描かせた。この絵は数国の切手にも見られる。マリオットは後にアメリカに渡り、カリフォルニアで航空上のパイオニア的実験を行なっている。（→フレデリック・マリオット）

#### 設計
- 小型の模型 - 翼幅は不明。主翼面積6.5m2。推進式プロペラ2つを主翼の後に備える。[10]
- 大型の模型 - 翼幅は20フィート（約6m）。飛行できず。
- フルサイズの機体（未製作） - 翼幅は150フィート（約46m）。翼面積は418m2[11]。主翼は長方形の厚翼で[11]、木製の円材を布で覆い、内部・外部を鋼線で補強して作られた。反対方向に回る6枚羽のプロペラを2つ、機体の後部に推進式で備える。この構造は以前に作られた「鳥型」グライダー ("birdlike" glider) の設計を引き継いでいる。動力源は25ないし30馬力の蒸気機関で、重量は1.35トン、3輪の降着装置を備える[11]。水平尾翼は鳥のそれのような三角形、垂直尾翼も三角形で上でなく下向きに取り付けられる[11][1]。

彼の「空中蒸気車」は後世の研究者から（例えば）パワーウェイトレシオの不足やプロペラの洗練不足を指摘されており、また当時の権威ジョージ・ケイリー卿も「空中蒸気車」の高いアスペクト比は強度的欠陥の元になるとしてヘンソンを批判し、低アスペクト比の三葉グライダーの実験成功（1849年）で実地に解決策を示した。

### 後半生と死後
1849年にウィリアム・ヘンソンと妻のサラは英国を後にしてアメリカに移り、ニュージャージー州ニューアークに住み着いた。ヘンソンはアメリカにいる間、飛行の研究をそれ以上進めることは全くなく、機械技師および土木技師として働いた。ヘンソン夫婦は7人の子供を儲けた（うち成人に達したのは4人である）。
ヘンソンは1888年に死亡した。彼とその家族はニュージャージー州イースト・オレンジ（East Orange）に埋葬されている。ヘンソンとストリングフェローは航空史に関する書籍で頻繁に言及される。イギリス王立航空協会（Royal Aeronautical Society）は例年「ヘンソン＝ストリングフェロー」講演を行なっている（2008年には第52回の講演が行なわれた）。

## 余談
ヘンソンはエドガー・アラン・ポーの虚報記事小説『軽気球夢譚』（"The Balloon-Hoax", 1844）に登場する。この作品は新型気球（飛行船）による初の大西洋横断飛行を語ったもので、ヘンソンは気球の同乗者数人のうちの1人として描かれている。